# Девіанти (комікси)
Мінливий народ (англ. Changing People), яких Вічні називають Девіа́нтами (англ. Deviants) — це вигадана раса гуманоїдів, що з'являється в американських коміксах, виданих Marvel Comics.
Девіанти дебютували в Кіновсесвіті Marvel у фільмі «Вічні».

## Історія публікації
Девіанти вперше з'явились у Вічні #1 (липень 1976).

## Вигадана історія
Вони є відгалуження еволюційного процесу, який створив розумне життя на Землі спровоковані інопланетянами Целестіалами, і ведуть війну проти своїх колег — Вічних. Згідно з описом одного Девіанта в мінісерії коміксів 2006 року, Девіанти були створені як делікатес, який масово споживатимуть Целестіали з періодичними інтервалами, щойно вони достатньо розмножаться. Правдивість цього ще не доведена.
Тоді як Вічні наділені богоподібною силою і в цілому фізично красиві, Девіанти (які іноді називають себе «мінливими людьми») здебільшого огидні, причому кожен представник їхньої раси володіє певними унікальними випадковими фізичними та/або косметичними мутаціями. Вкрай мутовані або деформовані Девіанти називаються «мутантами», а деякі монстри міфів та легенд насправді були Девіантами-мутантами. Деякі з цих мутацій можуть забезпечити надлюдські здібності, але їхня сила зазвичай не така велика, як у Вічних.
Девіанти релігійні, вірячи в Сновидного Целестіала («Той, хто спить у темряві»). Вони приписують йому своє створення і стверджують, що він надав їм панування над Землею, угода, на їхню думку, згодом була порушена зрадою інших Целестіалів. У них є одна або декілька священних книг — єдиною поки що названою є Книга Краска.
Девіанти вже розробили передові технології, такі як генна інженерія, коли люди ще жили в печерах.
У якийсь період доісторичних часів деякі Девіанти погналися за Внн та його коханою Бркк. Коли Бркрк померла, Внн знайов труп тиранозавра, який раніше володів міткою Целестіалів. Внн перейняв мітку Целестіалів і використав дані нею повноваження, щоб перемогти Девіантів.
З настанням героїчної епохи брат Тоде очолив уцілілих Девіантів зі столицею в Місті Жаб на затонулому континенті Лемурія. Коли на Землю прибув Четвертий Небесний Воїн, солдати-Девіанти на чолі з Воєначальником Кро напали на Нью-Йорк, намагаючись викликати страх у людей і змусити їх напасти на Целестіалів. Коли ця спроба виявилася невдалою, Девіанти відправили атакуючу групу на космічний корабель Цеелстіалів, яка теж зазнала невдачі.
Пізніше аристократія Девіантів на чолі з братом Тоде напала на Олімпію та викрала Вічних з наміром дезінтегрувати їх. Однак герой Залізна людина (Джеймс Роудс) врятував Вічних і допоміг їм у розгромі Девіантів. Вічні перетворили аристократію Девіантів у синтетичний куб, вбивши їх. Тільки воєначальник Кро врятувався за допомогою своєї старої коханої Тені з Вічних.
Без аристократії, священики Девіантів захопили владу на чолі з лордом-священником Гауром, який вбив сина Тода, Ранара. Кро повернувся в Лемурію і був коронований як монарх, проте реальна влада зосередилася в руках Гаура. Зі своїм новим лідером Девіанти знову боролися з Вічними. Гаур поглинув силу Сновидного Целестіала і спробував піднятися до рангу божества, але був переможений Вічними та Месниками і дезінтегрувався. Кро був залишений королем Девіантів.
Гаур повернувся до тілесної форми і спробував отримати Змієву корону за допомогою атлантичних лемурійців на чолі з Ллірою, намагаючись закликати команду Старших богів. Месники та Фантастична четвірка поклали край цьому шаленому плану, і Гаур знову дезінтегрувався. Без Гаура та через зречення Кро, суспільство Девіантів впало в анархію та революцію. По-перше, воєначальник на ім'я Брут намагався підкорити різні підземні раси, але був убитий, коли Девіанти виявили його мутаційне походження. Пізніше брат Вісара очолив Девіантів у вбивстві всіх провідників та їхніх послідовників. Зрештою, він також був убитий.
Пізніше Кро очолив групу героїчних Девіантів, мережу Дельта, щоб врятувати Месників від воскреслого Гаура, який використав свої сили, щоб знову контролювати Девіантів. Нааур (у формі гігантської статуї) та найняті Девіанти боролися з Вічними та Героями, коли божевільний священник створив Анти-Розум у своєму плані керувати світом.
Кро та Гаур утворили протиборчі фракції та продовжували боротьбу за владу за Девіантів над Лемурією. Зовнішній світ не знав, хто там править. Гаур ризикнув війною з Вакандою після того, як виявив, що його Девіантна (схожа на людину) дочка живе в цій країні. Сили Ваканди обложили Лемурію, і напруга зростала. Нарешті, дочка була офіційно оголошена мертвою, а Гаур зберіг обличчя.
Значно пізніше чоловіки Девіантів були стерилізовані внаслідок чуми, запанувала анархія, і між Ерешкігалом та Гауром відбулося змагання за владу. Гаур переміг, коли пообіцяв Девіантам повернути плодючість за допомогою викраденого Вічного Фастоса та машини воскресіння Вічних. Асгардійський бог Тор врятував Фастоса і бився з Гауром. Коли камінь Розгнуздання (артефакт кінця світу, викрадений Ерішкігалом) був знищений, Гаур та Ерішкігаль зникли, а Кро залишився на чолі Девіантів.

## В інших медіа
Девіанти дебютують у фільмі у фільмі «Вічні», дія якого відбуватиметься у Кіновсесвіті Marvel. Кро також з'явиться у фільмі, виступаючи в ролі лідера Девіантів.